# Baráth István
Baráth István (Dunavecse, 1990. november 15.) magyar szinkronszínész.

## Pályája
Gyerekkorát a túlparti Dunaújvárosban élte. 10 éves kora óta szinkronizál, amit a mai napig is szívesen csinál. Játszott a 2002-es Huckle című magyar filmben, és itt Tulaj szerepét játszotta. Az első 3 és az 5. Harry Potter-filmben a Dudley Dursleyt szinkronizálta, akit Harry Melling alakított. Számos animációban, filmekben és sorozatokban kölcsönzi a hangját. A 2018-as Bosszúállók: Végtelen háborúban Peter Parker (Pókember) hangját keltette életre.

## Szinkronszerepei

### Animék és rajzfilmek
| Anime/Rajzfilm                                      | Szerep                                                                  | Szinkronhang                                       |
| --------------------------------------------------- | ----------------------------------------------------------------------- | -------------------------------------------------- |
| Bremá rablók                                        | ¿?                                                                      | Alexander Korizhnyh                                |
| A Barkács Kölyökklub                                | Matt                                                                    |                                                    |
| A kis herceg                                        | Kis herceg                                                              |                                                    |
| Angyali keresztszülők                               | Francis                                                                 | Faith Abrahams                                     |
| Arthur                                              | Arthur                                                                  |                                                    |
| Asha                                                | Rock                                                                    |                                                    |
| Az icipici óriás                                    | Elmer                                                                   |                                                    |
| Az Oroszlán őrség                                   | Beshte                                                                  | Dusan Brown                                        |
| Babar és Badou kalandjai                            | Badou                                                                   |                                                    |
| Beyblade: V-Force                                   | Kenny/Szaki                                                             | Kuvasima Hóko (japán), Alex Hood (angol) (2. hang) |
| Bleach                                              | Fried (2. hang)                                                         | Szaiki Miho                                        |
| Bob burgerfalodája                                  | Gene Belcher                                                            | Eugene Mirman                                      |
| Conan, a detektív                                   | Kodzsima Genta                                                          | Takagi Vataru                                      |
| Conan, a detektív – Bomba a felhőkarcolóban (1997)  | Kodzsima Genta                                                          | Takagi Vataru                                      |
| Chrono Crusade                                      | Joshua Christopher                                                      | Minagava Dzsunko                                   |
| Cápamese (2004)                                     | Fiatal halacska                                                         | Bobb'e J. Thompson                                 |
| Csillag kontra Gonosz Erők                          | Ferguson                                                                | Nate Torrence                                      |
| Digimonok: Az új kaland (Digimon Frontier)          | Tommy Hyomi                                                             | Vatanabe Kumiko                                    |
| Dinofroz                                            | Bob                                                                     |                                                    |
| D.Gray-man                                          | Guy (31. epizód)                                                        | Szuganuma Hiszajosi                                |
| D.Gray-man                                          | Archie (32. epizód)                                                     | Minagava Dzsunko                                   |
| Duda és Pocsolya (Minimax)                          | Pocsolya                                                                |                                                    |
| Elena, Avalor hercegnője                            | Skylar                                                                  | Carlos Alazraqui                                   |
| Go Diego Go (TV2-változat)                          | Diego                                                                   |                                                    |
| Gumball csodálatos világa                           | Idaho (1. hang)                                                         | Kerry Shale (1. évad) Hugo Harrison (2. évadtól)   |
| Gumball csodálatos világa                           | Julius Oppenheimmer Jr. (6. évad)                                       | Hugo Harrison                                      |
| Fullmetal Alchemist – A bölcsek kövének nyomában    | Alphonse Elric                                                          | Kugimija Rie                                       |
| Fullmetal Alchemist: Shamballa hódítója (2005)      | Alphonse Elric                                                          | Kugimija Rie                                       |
| Fullmetal Alchemist: Testvériség                    | Alphonse Elric                                                          | Kugimija Rie                                       |
| Fullmetal Alchemist: Milos szent csillaga (2010)    | Alphonse Elric                                                          | Kugimija Rie                                       |
| Hamis cica                                          | Max                                                                     | Marc Wootton                                       |
| Így neveld a sárkányodat                            | Fafej                                                                   | T. J. Miller                                       |
| Így neveld a sárkányodat 2.                         | Fafej                                                                   | T. J. Miller                                       |
| Így neveld a sárkányodat 3.                         | Fafej                                                                   | T. J. Miller                                       |
| Johnny Test                                         | Bling Bling fiú                                                         | Lee Tockar                                         |
| Kalandra fel!                                       | Finn, az ember                                                          | Jeremy Shada                                       |
| Kiki – A boszorkányfutár                            | Tombo                                                                   | Jamagucsi Kappei                                   |
| Légy a holdon (2008)                                | Ray                                                                     | Cam Clarke                                         |
| LoliRock                                            | Nathaniel                                                               | Hugo Brunswick                                     |
| Majrés mókus                                        | Scaredy                                                                 | Terry McGurrin                                     |
| A Mancs őrjárat                                     | Rubble                                                                  |                                                    |
| Miraculous – Katicabogár és Fekete Macska kalandjai | Nino                                                                    | Alexandre N'guyen                                  |
| Naruto (Animax-változat)                            | Inuzuka Kiba                                                            | Toriumi Kószuke                                    |
| Petronix Védők – Akcióra fel!                       | Matt                                                                    | Cenophia Mitchell                                  |
| Naruto (Jetix-változat) (2. évad)                   | Inuzuka Kiba                                                            | Toriumi Kószuke                                    |
| Randy Cunningham: Kilencedikes nindzsa              | Howard                                                                  | Andrew Caldwell                                    |
| Rick és Morty                                       | Morty Smith                                                             | Justin Roiland                                     |
| Sámán király                                        | Yoh Asakura                                                             | Szató Júko                                         |
| Hupikék törpikék 2021                               | Okoska                                                                  | Antoine Schoumsky                                  |
| Spongyabob Kockanadrág                              | Spongyabob (4. évadtól; 3. évad, 2. szinkron)                           | Tom Kenny                                          |
| A Simpson család – sorozat                          | Nelson (15-18. évad), Kearney (19-24. évad), Ralph Wiggum (25. évadtól) | Nancy Cartwright                                   |
| Sheen bolygója                                      | Doppy Dopweiler                                                         | Rob Paulsen                                        |
| Mia és én                                           | Vincent                                                                 | Adrian Moore                                       |
| A Pókember elképesztő kalandjai                     | Danny Rand / Vasököl (2. évadtól)                                       | Greg Cipes                                         |
| Slayers: Evolution-R                                | Abel                                                                    | Okamoto Nobuhiko                                   |
| Spongyabob – A mozifilm (2004)                      | SpongyaBob                                                              | Tom Kenny                                          |
| Star Wars: A klónok háborúja                        | Hotshot klónkadét Petro                                                 | Daniel Logan Jeff Fischer                          |
| Star Wars: Lázadók                                  | Jai Kell Wedge Antilles                                                 | Dante Basco Nathan Kress                           |
| Tara Duncan                                         | Cnar                                                                    |                                                    |
| Totál Drámaráma                                     | Duncan                                                                  | Drew Nelson                                        |
| Trinity Blood – Vér és kereszt                      | Cain Nightroad (gyerekkorában) (24. epizód)                             | Nodzsima Hirofumi                                  |
| Utódok: Komisz világ                                | Jay                                                                     | Booboo Stewart                                     |
| Yu-Gi-Oh! GX                                        | Bastion Misawa                                                          | Maszuda Júki                                       |
| Ready Jet Go!                                       | Shawn                                                                   |                                                    |
| Middlemost posta                                    | Parker J. Felhő                                                         | Becky Robinson                                     |
| A Casagrande család                                 | Par                                                                     | Sunil Malhotra                                     |
| South Park                                          | Larry Feegan                                                            | Trey Parker                                        |
| Family Guy                                          | Dylan Flaninngan (1. hang)                                              | Seth Green                                         |
| Star Wars: Látomások                                | Dan G’vash                                                              | Yuichi Nakamura (japán) Jordan Fisher (angol)      |
| Redakai: A Kairu meghódítása, Lokár árnyéka         | Ky Stax                                                                 | Donald Reignoux (francia) Austin Di Iulio (angol)  |
| Transformers: Prime                                 | Jack Darby                                                              | Josh Keaton                                        |
| Transformers: Robots in Disguise                    | Boostwing                                                               | James Arnold Taylor                                |

### Filmek
| Film / Év                                              | Szereplő                                           | Színész / További szinkronhang      |
| ------------------------------------------------------ | -------------------------------------------------- | ----------------------------------- |
| Don Camillo visszatér (1953)                           | Beppo Bottazzi, Peppone fia                        | Claudy Chapeland                    |
| Tízparancsolat (1956)                                  | További szinkronhang                               |                                     |
| A félszemű Jack (1961)                                 | További szinkronhang                               |                                     |
| Fogságban                                              | Ralph Dover                                        | Dylan Minnette                      |
| Ne bántsátok a feketerigót! (1962) (2. szinkron)       | Charles Baker 'Dill' Harris                        | John Megna                          |
| 451 Fahrenheit (1966)                                  | További szinkronhang                               |                                     |
| A kislány, aki az utcánkban lakik (1976)               | Mario                                              | Scott Jacoby                        |
| A kívülállók (1983)                                    | Two-Bit Matthews                                   | Emilio Estevez                      |
| Gyilkos robotok (1984)                                 | Bobby Ramsay                                       | Joey Cramer                         |
| Amerika háborúban (1985)                               | További szinkronhang                               |                                     |
| Különös kísérlet (1985) (2. szinkron)                  | Gary Wallace                                       | Anthony Michael Hall                |
| Moszkitó-part (1986) (2. szinkron)                     | Charlie Fox                                        | River Phoenix                       |
| Repül a haverom (1986) (2. szinkron)                   | Eric Gibb                                          | Jay Underwood                       |
| Miss Marple történetei 09.: Paddington 16:50 (1987)    | Alexander Eastley                                  | Christopher Haley                   |
| A massza (1988)                                        | Kevin Penny                                        | Michael Kenworthy                   |
| A fiú és a csavargó (1991)                             | Derek Withers                                      | Casey Ellison                       |
| Rosszcsontok égen – földön (1991)                      | Cosmo Connigsby                                    | Ethan Embry                         |
| Terminátor 2. – Az ítélet napja (1991) (2. szinkron)   | John Connor                                        | Edward Furlong                      |
| Muppeték karácsonyi éneke (1992)                       | Fiatal Scrooge                                     |                                     |
| A suttyó család Amerikában (1992) (2. szinkron)        | További szinkronhang                               |                                     |
| Titkos gyilkos mama (1994)                             | További szinkronhang                               |                                     |
| Casino (1995)                                          | További szinkronhang                               |                                     |
| Egy szegény fiú regénye (1995)                         | További szinkronhang                               |                                     |
| A fűhárfa (1995)                                       | Collin fiatalon                                    | Grayson Fricke                      |
| Kemény lecke (1995) (2. szinkron)                      | Rick Chilton                                       | Jeremy London                       |
| Letaszítva (1998) (2. szinkron)                        | Sam Hobbes                                         | Michael J. Pagan                    |
| Angyal a lépcsőn (1999)                                | További szinkronhang                               |                                     |
| Papakereső (1999)                                      | További szinkronhang                               |                                     |
| Titusz (1999)                                          | További szinkronhang                               |                                     |
| Battle Royale (2000)                                   | Kyoichi Motobushi-fiúk, 20 / Toshimori Oda-fiúk, 4 | Nitta Ryou / Yamaguchi Shigehiro    |
| A hullám rabjai (2000)                                 | Brendan                                            | Billy Kay                           |
| Attila, az isten ostora (2001)                         | További szinkronhang                               |                                     |
| Baráti vacsora (2001)                                  | További szinkronhang                               |                                     |
| Betépve (2001)                                         | Fiatal George                                      | Jesse James)                        |
| Birtokviszony (2001)                                   | Jake Train                                         | Alex House                          |
| Csonthülye (2001)                                      | Csontos fiatalon                                   | Adam Woolf                          |
| Emil és a detektívek (2001)                            | Emil Tischbein                                     | Tobias Retzlaff                     |
| Harry Potter és a bölcsek köve (2001)                  | Dudley Dursley                                     | Harry Melling                       |
| Hontalanul Afrikában (2001)                            | Hubert                                             | Joel Wajsberg                       |
| K-PAX – A belső bolygó (2001)                          | Josh (10 évesen)                                   | Brandon de Paul                     |
| Kiskrapek visszavág (2001)                             | Max Keeble                                         | Alex D. Linz                        |
| A muskétás (2001)                                      | Fiatal D'Artagnan                                  | Max Dolbey                          |
| A nagyon nagy ő (2001)                                 | További szinkronhang                               |                                     |
| Ördöggerinc (2001)                                     | További szinkronhang                               |                                     |
| Soha többé Halloweent! (2001)                          | Danny Walker                                       | Joe Pichler                         |
| Szörnyek keringője (2001)                              | Darryl Cooper                                      | Taylor LaGrange                     |
| 8 őrült éjszaka (2002)                                 | Davey fiatalon                                     | Josh Uhler                          |
| Császárok klubja (2002)                                | Sedgewick Bell/Martin Blythe IV                    | Emile Hirsch/Nick Hagelin           |
| Darkness – A rettegés háza (2002)                      | További szinkronhang                               |                                     |
| Dina vagyok (2002)                                     | Benjamin                                           | Oscar Frostad Udbye                 |
| Ellopott nyár (2002)                                   | Danny Jacobsen                                     | Mike Weinberg                       |
| Grazia szigete (2002)                                  | Pasquale                                           | Francesco Casisa                    |
| Harry Potter és a Titkok Kamrája (2002)                | Dudley Dursley                                     | Harry Melling                       |
| Jelek (2002)                                           | Morgan Hess                                        | Rory Culkin                         |
| A kismenő (2002)                                       | Biciklis kölyök                                    | Jeremy Chu                          |
| Különvélemény (2002)                                   | További szinkronhang                               |                                     |
| Pure (2002)                                            | Paul                                               | Harry Eden                          |
| Stuart Little, kisegér 2. (2002)                       | Wallace                                            | Angelo Massangli                    |
| Tiszta lappal (2002)                                   | Paul                                               | Harry Eden                          |
| A Tűzgyújtó 2. (2002)                                  | További szinkronhang                               |                                     |
| Álomcsapda (2003)                                      | További szinkronhang                               |                                     |
| Csaó, Lizzie! (2003)                                   | Matthew 'Matt' McGuire                             | Jake Thomas                         |
| Dogville – A menedék (2003)                            | Jason                                              | Miles Puriton                       |
| Honey (2003)                                           | Otis                                               | Kevin Duhaney                       |
| Kémkölykök 3-D – Game Over (2003)                      | További szinkronhang                               |                                     |
| Kis nagy színész (2003)                                | Sam Finney                                         | Scott Terra                         |
| Lily hazatér (2003)                                    | Neil                                               | James Dean (II)                     |
| Londoni csapás (2003)                                  | Charlie Chaplin                                    | Aaron Taylor-Johnson                |
| Nem félek (2003)                                       | Salvatore                                          | Stefano Biase                       |
| ÖcsiKém (2003)                                         | Cody Banks                                         | Frankie Muniz                       |
| Pán Péter (2003)                                       | Tootles                                            | Rupert Simonian                     |
| Peter Bell 2.: A császári korona útja (2003)           | További szinkronhang                               |                                     |
| A repülő osztály (2003)                                | További szinkronhang                               |                                     |
| Rocksuli (2003)                                        | Frankie                                            | Angelo Massagli                     |
| Stanley, a szerencse fia (2003)                        | További szinkronhang                               |                                     |
| Tucatjával olcsóbb (2003)                              | Dylan Shenk                                        | Steven Anthony Lawrence             |
| Zsernyákok (2003)                                      | Mike                                               | Michael Fares                       |
| Amerikai taxi (2004)                                   | Kölyök                                             | Jamie Mahoney                       |
| Bobby Jones: Egy legenda születése (2004)              | További szinkronhang                               |                                     |
| Borzalmak városa (2004)                                | Mark Petrie                                        | Dan Byrd                            |
| Én, Pán Péter (2004)                                   | Jack Llewelyn Davies                               | Joe Prospero                        |
| Harry Potter és az azkabani fogoly (2004)              | Dudley Drsley                                      | Harry Melling                       |
| A K-alakulat (2004)                                    | Archie Lemon közlegény                             | James Nardella                      |
| Kisanyám, avagy mostantól minden más (2004)            | Henry Davis                                        | Spencer Breslin                     |
| Kóristák (2004)                                        | Leclerc                                            | Théodul Carré-Cassaigne             |
| Majom bajom (2004)                                     | Michael                                            | Seth Adkins                         |
| Már megint bérgyilkos a szomszédom (2004)              | További szinkronhang                               |                                     |
| ÖcsiKém 2.: A londoni küldetés (2004)                  | Cody Banks                                         | Frankie Muniz                       |
| A srácok és Az (2004)                                  | Clarence                                           | Jonathan Bailey                     |
| Stepfordi feleségek (2004)                             | Max Markowitz                                      | Sebastian Rand                      |
| Szupervihar (2004)                                     | További szinkronhang                               |                                     |
| Charlie és a csokigyár (2005)                          | Mike Tévé                                          | Jordan Fry                          |
| Az elszánt diplomata (2005)                            | Guido Hammond                                      | Rupert Simonian                     |
| Gáz van, jövünk! (2005)                                | Mike Engelbert                                     | Brandon Craggs                      |
| Külvárosi rockerek (2005)                              | Dagi                                               | Uswaldo Panameno                    |
| Mennyország most (2005)                                | Abu-Salim                                          | Mohammad Bustami                    |
| Tucatjával olcsóbb 2. (2005)                           | Henry Baker                                        | Kevin Schmidt                       |
| Tuti kis öngyilkos buli (2005)                         | Jason Apple                                        | Dan Byrd                            |
| Újra a pályán (2005)                                   | További szinkronhang                               |                                     |
| Világok harca (2005)                                   | SpongyaBob (archív felvétel)                       | Tom Kenny                           |
| Világok harca – Az invázió (2005)                      | Alex Herbert                                       | Dashiell Howell                     |
| Alatriste kapitány (2006)                              | További szinkronhang                               |                                     |
| Asterix és a vikingek (2006)                           | További szinkronhang                               |                                     |
| Családi űrutazás (2006)                                | Shepard Farmer                                     | Max Thieriot                        |
| A káosz birodalma (2006)                               | További szinkronhang                               |                                     |
| Kőkemény (2006)                                        | Tiger                                              | Florian Schöne                      |
| Micsoda srác ez a lány (2006)                          | További szinkronhang                               |                                     |
| Átnevelő tábor (2007)                                  | Danny                                              | Christopher Jacot                   |
| A blökik bölcse (2007)                                 | Sean                                               | Brian Burnett                       |
| Bratz – Talpra csajok! (2007)                          | További szinkronhang                               |                                     |
| Control (2007)                                         | Nick                                               | Matthew McNulty                     |
| Harry Potter és a Főnix Rendje (2007)                  | Dudley Dursley                                     | Harry Melling                       |
| Híd Teratbithia földjén (2007)                         | Jesse Aarons, Jr.                                  | Josh Hutcherson                     |
| Lélegzet (2007)                                        | Tony                                               | Emile Hirsch                        |
| Margot az esküvőn (2007)                               | Claude                                             | Zane Pais                           |
| A nevem Bruce (2007)                                   | Kelly Graham                                       | Grace Thorsen                       |
| Norbit (2007)                                          | További szinkronhang                               |                                     |
| Őrült vadászat (2007)                                  | Dave                                               | Evan Adrian                         |
| Szerelmes hangjegyek 2. (2007)                         | Jason Cross                                        | Ryne Sanbom                         |
| Démontanya – Avagy ki engedte ki a szellemeket? (2008) | Colin Doyle                                        | Adam Hicks                          |
| Érettségi buktatókkal (2008)                           | Lucas                                              | Théo Frilet                         |
| Fúrófej Taylor (2008)                                  | Ryan                                               | Troy Gentile                        |
| Genova (2008)                                          | Scott                                              | Kyle Griffin                        |
| High School Musical 3. – Végzősök (2008)               | Jason Cross                                        | Ryne Sanborn                        |
| Hóklölykök (2008)                                      | B-Dawg                                             | Skyler Gisondo                      |
| I. e. 10 000 (2008)                                    | Ka'Ren fiatalon                                    | Matthew Navin                       |
| Időlovagok (2008)                                      | 1. Chester, 2. Zeke Thompson                       | 1. Dexter Darden, 2. Nicholas Braun |
| Jégtörők 3. – Az ifi bajnokság (2008)                  | További szinkronhang                               |                                     |
| Mártírok (2008)                                        | Antoine                                            | Xavier Dolan                        |
| Merénylet a suli góré ellen (2008)                     | Dutch Middleton                                    | Joseph Perrino                      |
| Moomin és a Szentiván éji színjáték (2008)             | További szinkronhang                               |                                     |
| Myrsky, a juhászkutya (2008)                           | További szinkronhang                               |                                     |
| Szárnyas teremtmények (2008)                           | Jimmy Jaspersen                                    | Josh Hutcherson                     |
| Szextúra (2008)                                        | Lance                                              | Clark Duke                          |
| Vad vakáció (2008)                                     | További szinkronhang                               |                                     |
| Van az a pénz, ami megbolondít (2008)                  | További szinkronhang                               |                                     |
| Világok harca 2. – A második hullám (2008)             | Alex Herbert                                       | Dashiell Howell                     |
| 500 nap nyár (2009)                                    | Tom Hansen                                         | Joseph Gordon-Levitt                |
| Amerikai pite 7. – A szerelem bibliája (2009)          | Gibbs                                              | Edwin Perez                         |
| Anya a pácban (2009)                                   | További szinkronhang                               |                                     |
| Apurablók (2009)                                       | További szinkronhang                               |                                     |
| Bunkó vagyok, így hódítók (2009)                       | Chester                                            | Derek Lee Nixon                     |
| Bunyó (2009)                                           | Ray Ray                                            | Flaco Navaja                        |
| Cool túra 2. – A sörpingpong (2009)                    | Andy                                               | Preston Jones                       |
| Csirke kabala módra (2009)                             | Cleatus Poole                                      | Mitchel Musso                       |
| Dragon Ball – Evolúció (2009)                          | További szinkronhang                               |                                     |
| Egy lányról (2009)                                     | Graham                                             | Matthew Beard                       |
| Égenjárók                                              | Tyler Burns                                        | Joey Pollari                        |
| Elektromos vihar (2009)                                | Shane Mayfield                                     | Tyler Johnston                      |
| Hannah Montana: A film (2009)                          | Oliver Oken / Mike Standley III                    | Mitchel Musso                       |
| Hercegnő Védelmi Program (2009)                        | Edwin                                              | Nicholas Braun                      |
| Johanna nőpápa (2009)                                  | John fiatalon                                      | Jan-Hendrik Kiefer                  |
| Kalandpark (2009)                                      | Munch                                              | Barret Hackney                      |
| Kutyaszálló (2009)                                     | Mark                                               | Troy Gentile                        |
| Megint 17 (2009)                                       | Alex O'Donnell                                     | Sterling Knight                     |
| Öt perc mennyország (2009)                             | További szinkronhang                               |                                     |
| Seholország (2009)                                     | Will Strother                                      | Blake Hightower                     |
| Ufók a padláson (2009)                                 | Tom Pearson                                        | Carter Jenkins                      |
| A gyerekek jól vannak (2010)                           | Laser                                              | Josh Hutcherson                     |
| Harry Potter és a Halál ereklyéi 1. rész (2010)        | Dudley Dursley                                     | Harry Melling                       |
| Scott Pilgrim a világ ellen (2010)                     | Matthew Patel                                      | Satya Bhabha                        |
| Változó szerelem (2010)                                | Bryce Loski                                        | Callan McAuliffe                    |
| Frászkarika (2011)                                     | Charley Brewster                                   | Anton Yelchin                       |
| Időzített gyilkosság (2011)                            | További szinkronhang                               |                                     |
| Limonádé (2011)                                        | Wendell 'Wen' Gifford                              | Adam Hicks                          |
| Rossz tanár (2011)                                     | Garrett Tiara                                      | Matthew J. Evans                    |
| Super 8 (2011)                                         | Martin                                             | Gabriel Basso                       |
| Rossz szomszédság (2014)                               | Seggszaft                                          | Craig Roberts                       |
| Jurassic World (2015)                                  | Zach Mitchell                                      | Nick Robinson                       |
| Amerika Kapitány: Polgárháború (2016)                  | Peter Parker / Pókember                            | Tom Holland                         |
| Pókember: Hazatérés (2017)                             | Peter Parker / Pókember                            | Tom Holland                         |
| Ready Player One (2018)                                | Wade Owen Watts / Parzival                         | Tye Sheridan                        |
| Bosszúállók: Végtelen háború (2018)                    | Peter Parker / Pókember                            | Tom Holland                         |
| Bosszúállók: Végjáték (2019)                           | Peter Parker / Pókember                            | Tom Holland                         |
| Pókember: Idegenben (2019)                             | Peter Parker / Pókember                            | Tom Holland                         |
| Pókember: Nincs hazaút (2021)                          | Peter Parker / Pókember                            | Tom Holland                         |
| Pofonok (2022)                                         | Whetu                                              | Conan Hayes                         |
| Mindent egy lapra (2022)                               | Bo Cruz                                            | Juancho Hernangómez                 |

### Sorozatok
| Sorozat címe                                                             | Szereplő                       | Színész                                         |
| ------------------------------------------------------------------------ | ------------------------------ | ----------------------------------------------- |
| Agymenők                                                                 | Dennis Kim Dale (2. hang)      | Austin Lee Josh Brener                          |
| Alex és bandája                                                          | Alex Leoni                     | Leonardo Cecchi                                 |
| Andor                                                                    | Karis Nemik                    | Alex Lawther                                    |
| Anubisz házának rejtélyei                                                | Mick Campbell                  | Bobby Lockwood                                  |
| Ártatlanok                                                               | Ege Özdemir                    | Emir Özden                                      |
| Békaland                                                                 | Csámpás Bütyök                 | Justin Felbinger                                |
| Bizaardvark                                                              | Dirk Mann                      | Jake Paul                                       |
| Drake és Josh                                                            | Josh Nichols                   | Josh Peck                                       |
| Élite                                                                    | Ander Muñoz                    | Arón Piper                                      |
| Én és a lovagom                                                          | Narancs Jimmy                  | Jules de Jongh                                  |
| Hunter Street                                                            | Daniel Hunter                  | Thomas Jansen (Daniel) Thomas Cammaert (Markus) |
| Indul a risza!                                                           | Deuce                          | Adam Irigoyen                                   |
| Iskolatársak                                                             | Marco                          | Damiano Russo                                   |
| Az ítélet: család                                                        | George Michael-Bluth           | Michael Cera                                    |
| Jack és Bobby                                                            | Bobby McCallister              | Logan Lerman                                    |
| Jake és Blake                                                            | Jake Walley és Blake Hill      | Benjamín Rojas                                  |
| Jimmy Neutron kalandjai                                                  | Carl Wheezer (2-3. évad)       | Rob Paulsen                                     |
| Ki vagy, doki? (Az ellopott Föld/Az utazás vége; Az idő végzete 2. rész) | Luke Smith                     | Tommy Knight                                    |
| Kórház a pálmák alatt                                                    | kisfiú                         | Jeibri Ramon                                    |
| Kutya legyek                                                             | Justin Taylor                  | Brendan Gilberstadt                             |
| Laborpatkányok                                                           | Adam Davenport                 | Spencer Boldman                                 |
| Lovas iskola                                                             | Jake Konrad                    | Mark Furze                                      |
| Mesék a Végtelen történetekből                                           | Bastian Balthazar Bux          | Mark Rendall                                    |
| Öribarik                                                                 | Barry Eisenberg                | Gus Kamp                                        |
| Parafalva                                                                | Brandon                        | Samuel Patrick Chu                              |
| Soy Luna                                                                 | Simón Álvarez                  | Michael Ronda                                   |
| Szünidei napló                                                           | Gur                            | Gefen Barkai                                    |
| Testvérek                                                                | Emir Eçe                       | Enes Demirkapi                                  |
| The Avatars                                                              | Robbie                         | Kirk Bonacci                                    |
| The Lodge                                                                | Ben                            | Luke Newton                                     |
| Töréspont                                                                | Rodrigo ’’Rodri’’ Donoso       | Víctor Sáinz                                    |
| Űrbalekok                                                                | Tommy Solomon                  | Joseph Gordon-Levitt                            |
| V, mint Viktória                                                         | André Harris                   | Leon Thomas III                                 |
| A végzet asszonya                                                        | Luis ’’Lucho’’ Navarrete Rojas | Bernardo Flores                                 |
| Zoey 101                                                                 | Dustin Brooks                  | Paul Butcher                                    |
| Mi lenne, ha…?                                                           | Peter Parker / Pókember        | Hudson Thames                                   |
| A barátságos és közkedvelt Pókember                                      | Peter Parker / Pókember        | Hudson Thames                                   |
| Életem legrosszabb éve, ...már megint                                    | Alex King                      | Ned Napier                                      |